# 사브 JAS 39 그리펜
사브 JAS 39 그리펜(Saab JAS 39 Gripen, 영어: griffin)은 사브(Saab)사와 에릭슨 볼보 셀시우스 사가 합작하여 개발한 스웨덴의 4.5세대 다목적 전투기이다.
그리펜은 새로운 지식기반의, 소프트웨어로 조작되는 항공전자 시스템을 사용한다. 최신의 합금재질과 고성능의 항공역학적인 설계, 신뢰성 있는 엔진과 완전히 통합된 시스템을 갖춘 다목적 전투기이다. 스웨덴에서 제작된 그리펜은 요격, 폭격, 정찰 임무수행이 가능한 최초의 전투기이다. 스웨덴어로 전투기(Jakt)의 J, 공격(Attack)의 A, 정찰(Spaning)의 S를 약자로 해서 JAS라고 명명했다. 그리펜은 현재 J 35 드라켄과 JA 37 비겐을 교체하였다.
스웨덴은 세계적인 항공강국 중 하나로 자체전투기를 개발해 사용하고 있는 몇 안되는 국가이다. 또한 최초의 카나드+델타익을 갖춘 유로카나드라는 형식의 전투기를 만들어낸 국가이기도 하다. 구 소련(현 러시아)와 국경을 접하고 있던 스웨덴은 자국전투기로 영공을 방어한다는 개념으로, 전시에 공군기지가 파괴된 상황을 가정해 일반도로에서도 이착륙할 수 있는 가볍고 운용이 손쉬운 형태의 기체를 개발하는 데 관심을 가졌다. 또한 스웨덴은 가장 먼저 데이터 링크를 개발한 국가이기도 하며, 특히 네트워크전에 장기를 가져, 여러 대의 그리펜전투기 중 한 대만 레이다를 가동하고, 나머지 기체는 전파침묵(레이다를 끔)을 지킨 상태로 데이터링크를 통해 상황을 파악하는 등의 네트워크 전술에 능한 전투기를 생산하고 있다.

## 그리펜NG 의 개발
2008년 4월23일 그리펜데모(Gripen DEMO)라는 이름으로 처음 공개행사를 한 그리펜NG는,
분산형기반 네트워크, 무장스테이션이 8개에서 10개로 증가, 공허중량이 6.8톤에서 7.1톤으로 증가, 내부연료량 100%에서 138%로 증가, 추력22000파운드 F414엔진으로 교체, 최대이륙중량 14톤에서 16톤으로 증가, 무장장착량 5톤에서 6톤으로 증가, AESA 레이다 탑재 등 많은 기능들이 개량된 버전이다.

## 사고기록
2017년 1월 기준으로, 그리펜은 아홉 번의 사고기록이 있다. 그 중 6회는 동체가 전파되었고, 1회는 조종사가 사망했다.
1989년 최초의 추락사고가 있었다. 1993년 수만명의 관광객이 참석한 스톡홀름 물 축제에서 2번째로 추락했다. 1, 2회의 추락사고는 비행 조종 소프트웨어 문제였다.
2017년 1월 14일 오전 9시 27분(현지시간), 태국 남부 송클라주(州) 핫야이 공항에서 열린 어린이 날 기념 에어쇼에서 9번째 추락사고가 발생했다. 비행중대장인 조종사 딜록릿 팟타비가 현장에서 사망했다.

## 제원

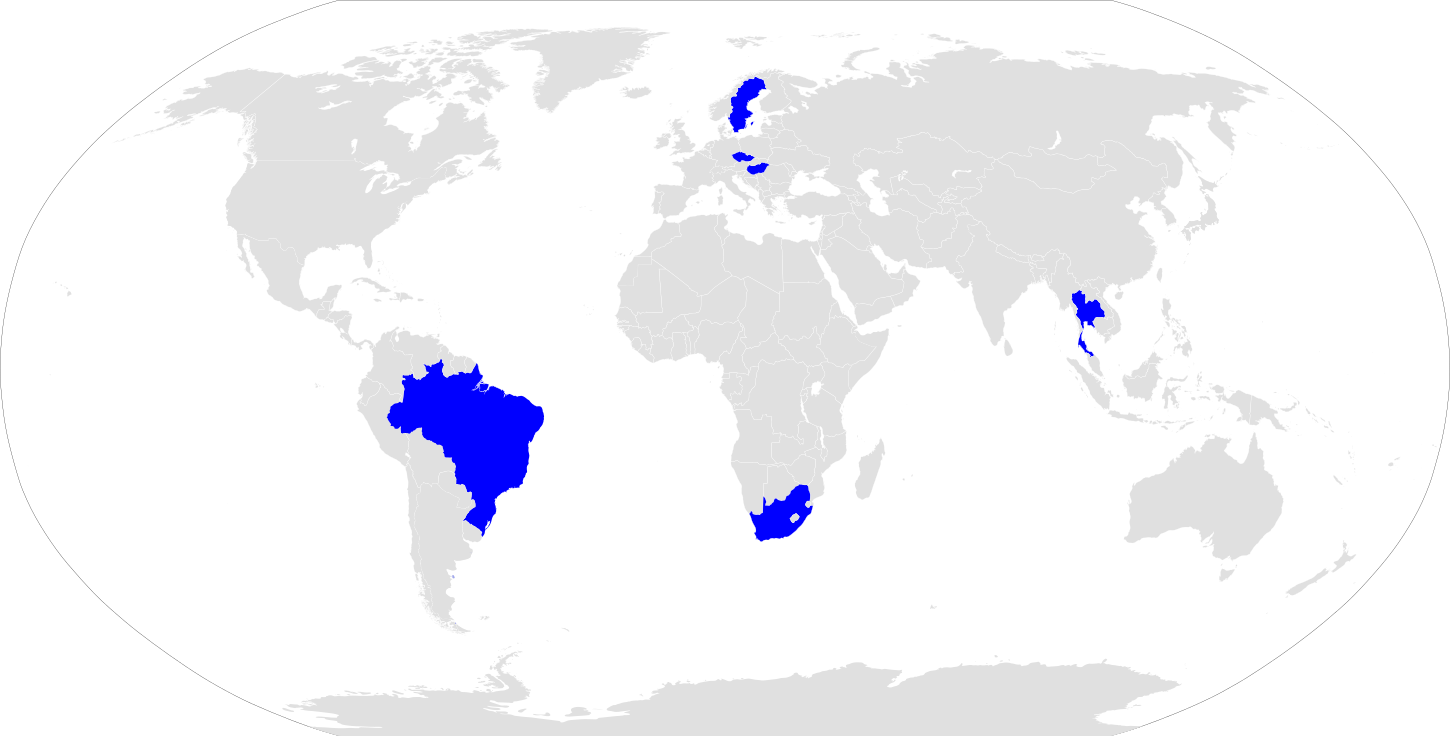
그리펜 구매국가들이다.

### 일반 특성
- 조종사: 1-2
- 길이: 14.1 m (46 ft 3 in)
- 날개폭: 8.4 m (27 ft 7 in)
- 높이: 4.5 m (14 ft 9 in)
- 날개 면적: 25.54 m (274.9 ft)
- 해제시 중량: 6,620 kg (14,600 lb)
- 무장시 중량: 8,720 kg (19,200 lb)
- 최대이륙중량: 14,000 kg (31,000 lb)
- 엔진: 1× Volvo Aero RM12 (GE F404계열) 80.5kN(18100파운드, 애프터버너 사용시), 54 kN[1] (12,000파운드, 애프터버너 비사용시)

### 성능
- 최대속도: Mach 2
- 작전반경: 1,500km(930 mi)
- 항속거리: 4,000 km (2,500 mi)
- 운용고도: 16,000 m (52,000 ft)
- 상승률: m/s (ft/min)
- 추력/중량: 1.04:1

### 무장
- 기관포:
  - 1× 27 mm 마우저 BK-27 기관포
- 미사일:
  - 6× AIM-9 사이드와인더
  - 4× AIM-120 암람
  - AGM-65 매버릭

## 갤러리

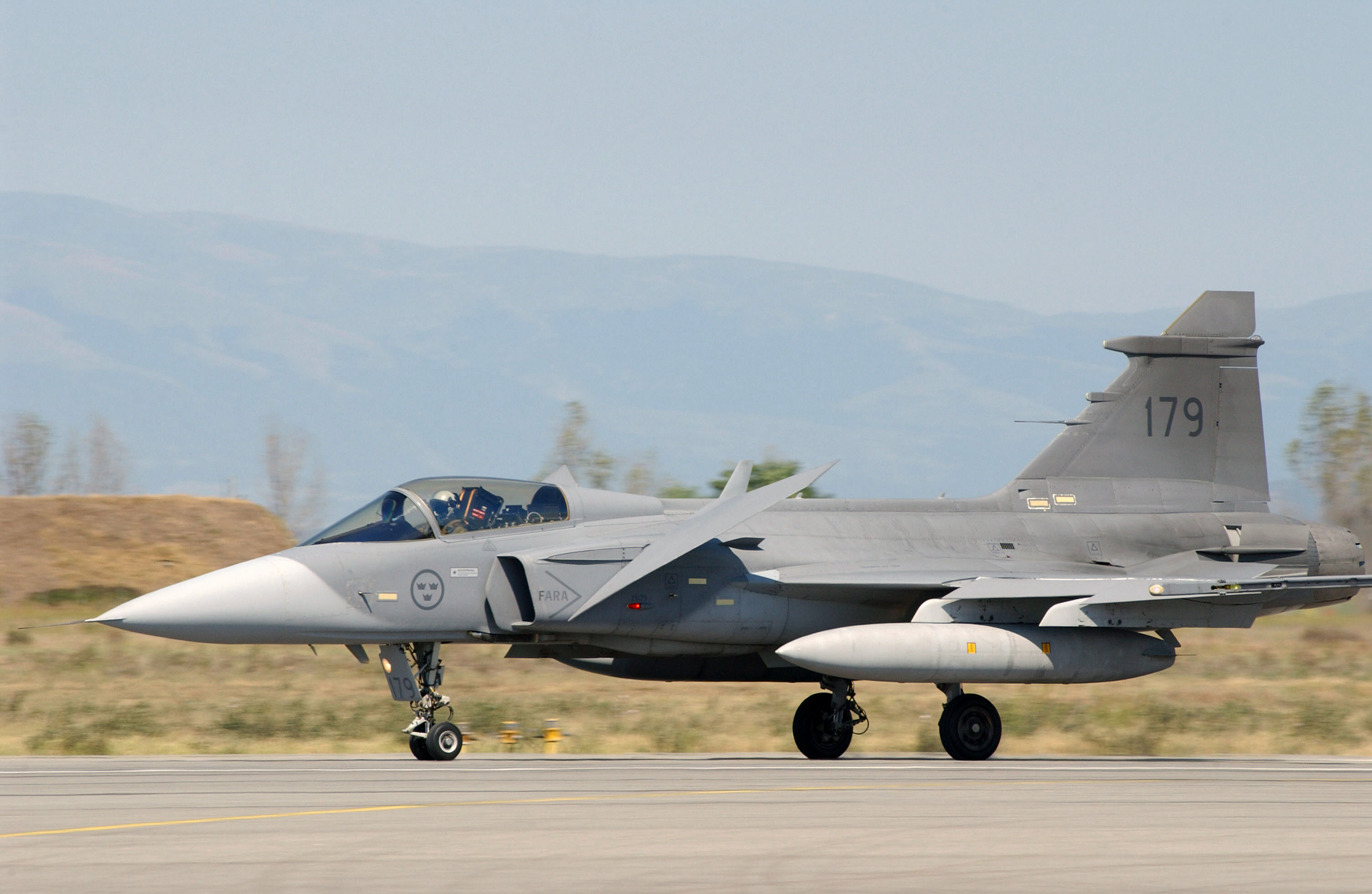
스웨덴 공군의 그리펜
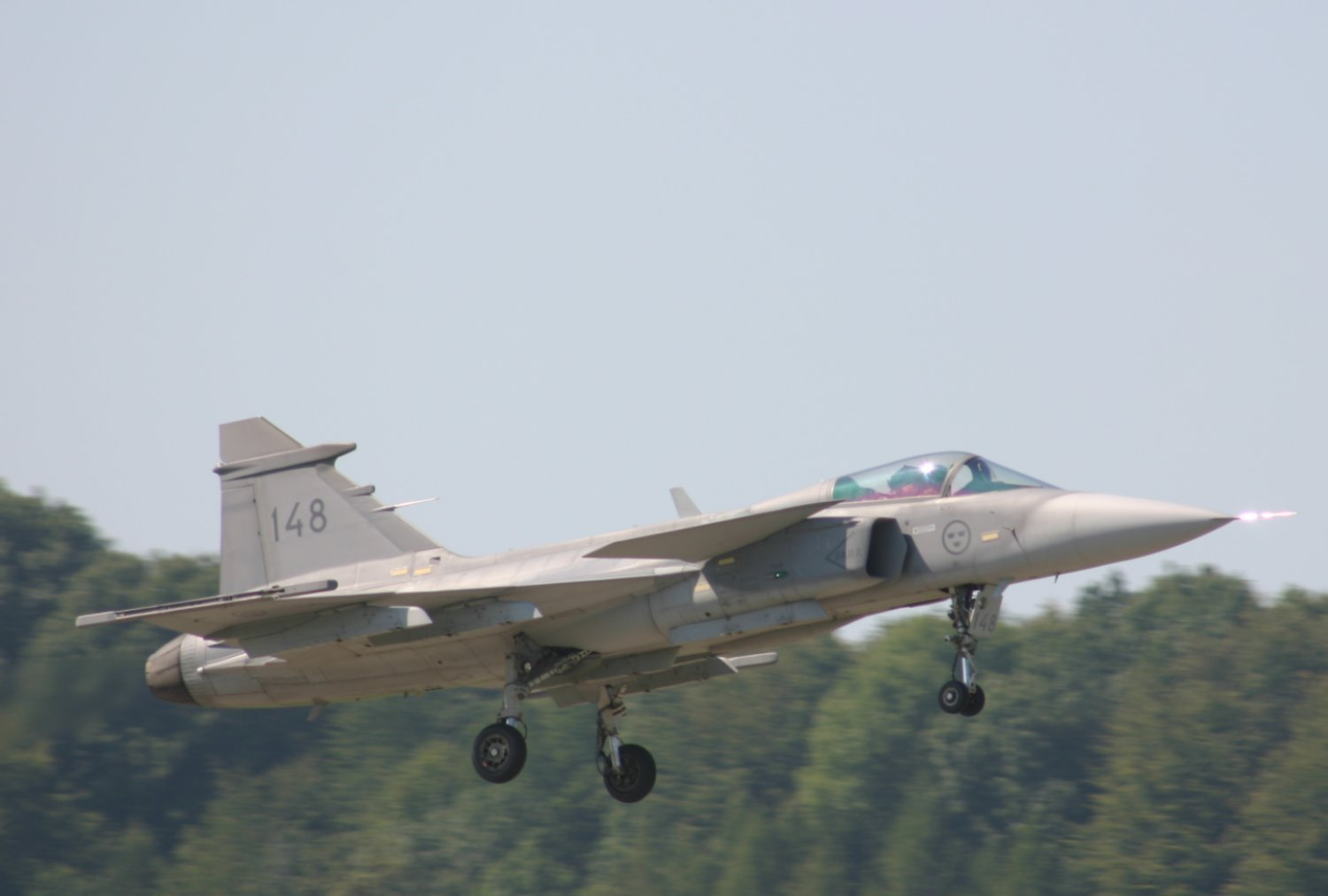
그리펜, 2004년 9월
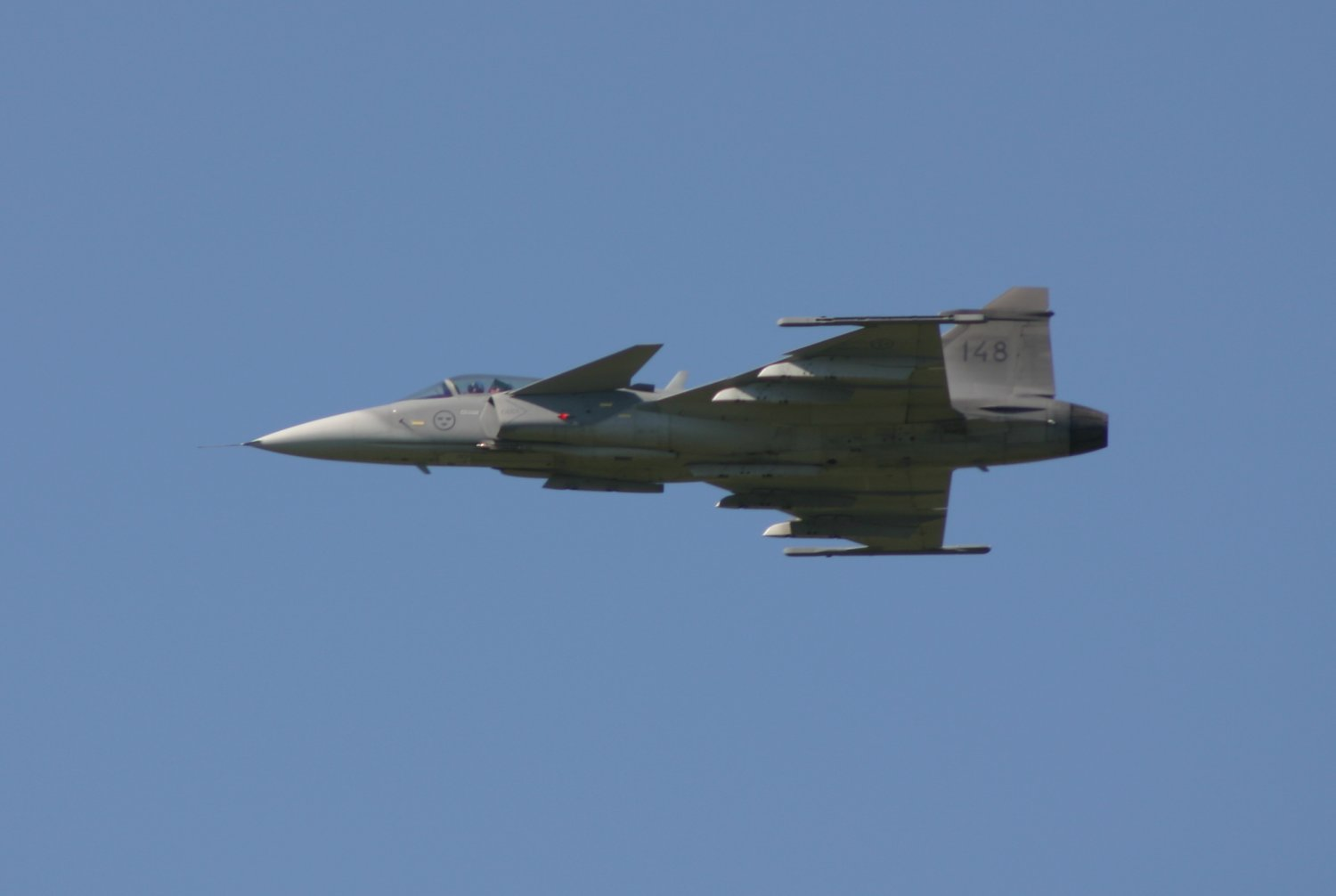
그리펜, 2004년 9월
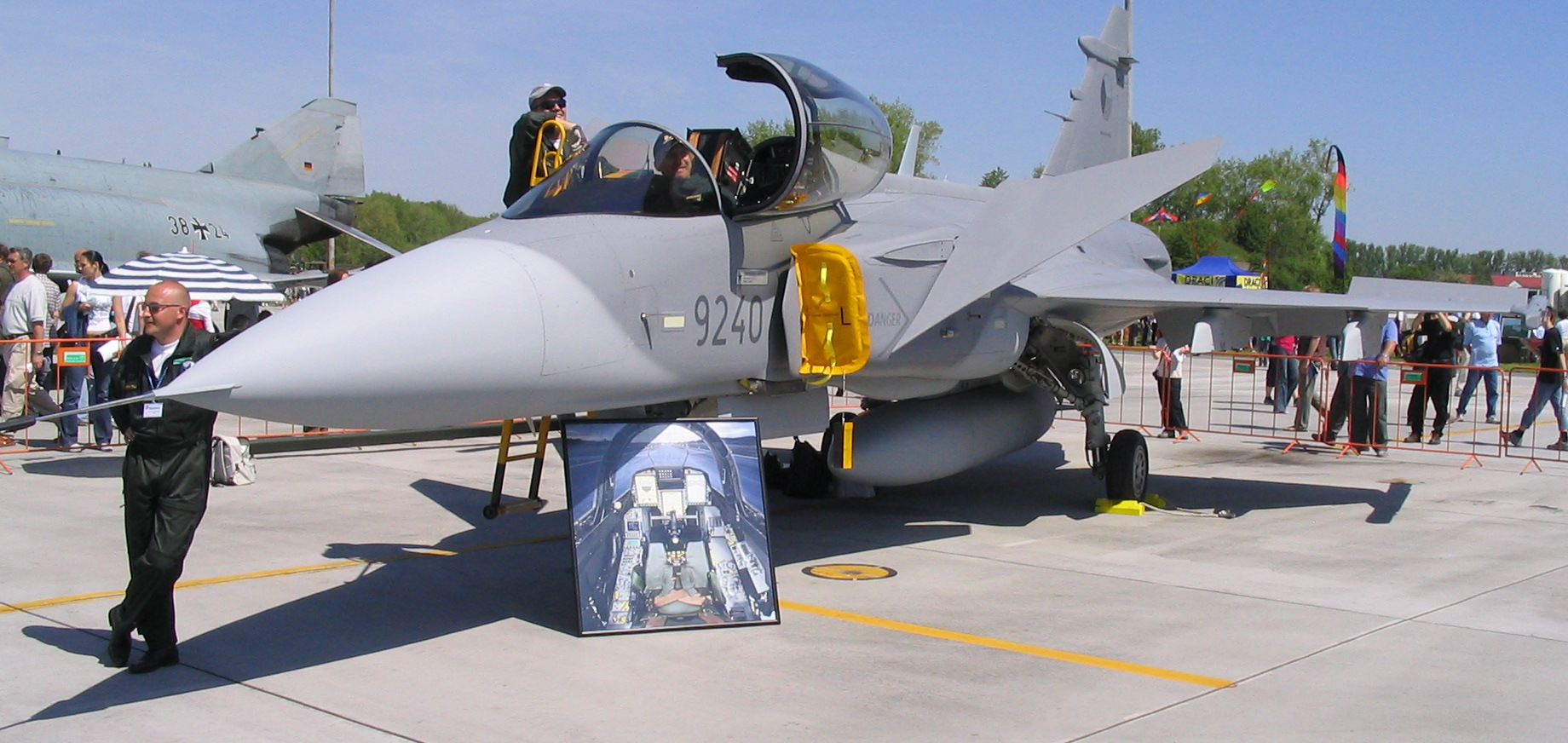
체코 공군의 그리펜

## 같이 보기
- T-50 골든이글
- KAI FA-50